# Martin Schaffner
Martin Schaffner (vers 1478 - après 1546, Ulm) est un peintre allemand et un sculpteur sur bois formé dans l'atelier de Jörg Stocker à Ulm.